# When a Shadow Is Forced into the Light
When a Shadow Is Forced into the Light ist das siebte Studioalbum der finnischen Doom-Metal-Band Swallow the Sun. Das Album wurde größtenteils von Gitarrist Juha Raivio geschrieben, der mit dem Album den Tod seiner Frau Aleah Stanbridge, der ehemaligen Sängerin der Band Trees of Eternity, verarbeitet.

## Geschichte

### Personelles
Zwischen den Songs from the North und When a Shadow Is Forced into the Light fand der bisher größte personelle Wechsel der Band statt. Juho Räihä ersetzt den langjährigen Gitarristen Markus Jämsen und Keyboarder Aleksi Munter wurde durch Jaani Peuhu ersetzt. Peuhu löst auch die verstorbene Aleah Stanbridge ab, welche bis zu ihrem Tod bei Swallow the Sun den Hintergrundgesang übernommen hatte.

### Entstehungsgeschichte
Am 13. November 2015 wurde unter Century Media Records das Album Songs from The North veröffentlicht. Dieses besteht aus drei separaten Alben. Während das erste Album dem klassischen Death Doom zugeordnet werden kann, ist das Zweite ein reines Akustikalbum und das Dritte deckt düsteren Funeral Doom Metal ab.
2016 verlor Gitarrist/Komponist Juha Raivio dann seine Lebensgefährtin, die Dichterin und Sängerin Aleah Stanbridge, an Krebs. Sie und Raivio hatten die Band Trees of Eternity gegründet, aber sie verstarb, bevor die Arbeit an dem Debütalbum beendet war. Anschließend gründete er die Band Hallatar, mit der er Songs basierend auf Texten aus Stanbridges Tagebüchern schrieb. Diese Songs wurden im Jahr 2017 auf dem Album No Stars upon the Bridge veröffentlicht. Anschließend zog er sich für anderthalb Jahre aus dem Musik- und Showgeschäft zurück. Während seinem Rückzug schrieb er Teile der Swallow the Sun-EP Lumina Aurea, die später gemeinsam mit dem Rest der Band und Einar Selvik von Wardruna sowie Marco I. Benevento von The Foreshadowing vervollständigt wurde.
 Die 27 Minuten lange EP beinhaltet zwei Songs, und ist eine Mischung aus atmosphärischem Neo-Folk mit kurzen Doom-Passagen, gesprochenen Worten, gregorianischem Gesang in Latein und orchestralen Abschnitten.
Am 13. November kündigte die Band dann das Album When a Shadow Is Forced into the Light an. Dieses gilt als direkte Folgeveröffentlichung von Lumina Aurea und wurde ebenfalls von Raivio geschrieben. Die erste Singleauskopplung Upon the Water wurde am 7. Januar 2019 veröffentlicht. Daraufhin erschien mit Firelights eine weitere Single, zu der auch ein Musikvideo aufgenommen wurde. Das Album wurde in den Fascination Street Studios in Örebro, Schweden, aufgenommen, von Jens Bogren gemischt und von Tony Lindgren gemastert. Das Album-Artwork stammt von der russischen Künstlerin Liga Klavina, die unter anderem auch für Hallatar oder Trees of Eternity Cover gestaltet hat. Das Cover zeigt „eine maskierte Kriegerin. Sie hat den Dämonen um sie herum die schwarzen Flügel abgeschnitten. Eigentlich steht sie auf einem Haufen Dämonenflügel auf dem Wasser. Aus den Flügeln fließt Gold ins Wasser“.

### Tour
Vom 13. März bis zum 19. April 2019 traten Swallow the Sun als direkter Support-Act für die Melodic-Death-Metal-Band Children of Bodom, während ihrer Nordamerika-Tour, auf.
Darauf folgte eine Europaweite Headliner-Tour, welche von Oceans of Slumber und Aeonian Sorrow unterstützt wurde. Diese ging vom 25. April 2019 bis zum 12. Mai 2019. Am 19. Juli trat die Band gemeinsam mit unter anderem Arch Enemy, Gloryhammer und Stam1na auf dem John Smith Rock Festival auf. Dort nahm die Band zu den Songs Firelights und Stone Wings jeweils ein Live-Video auf.
Anschließend gingen Swallow the Sun gemeinsam mit October Tide und Oceanwake auf eine weitere Tour durch Europa. Diese dauerte 17 Tage; vom ersten bis zum 17. November 2019.

## Stil

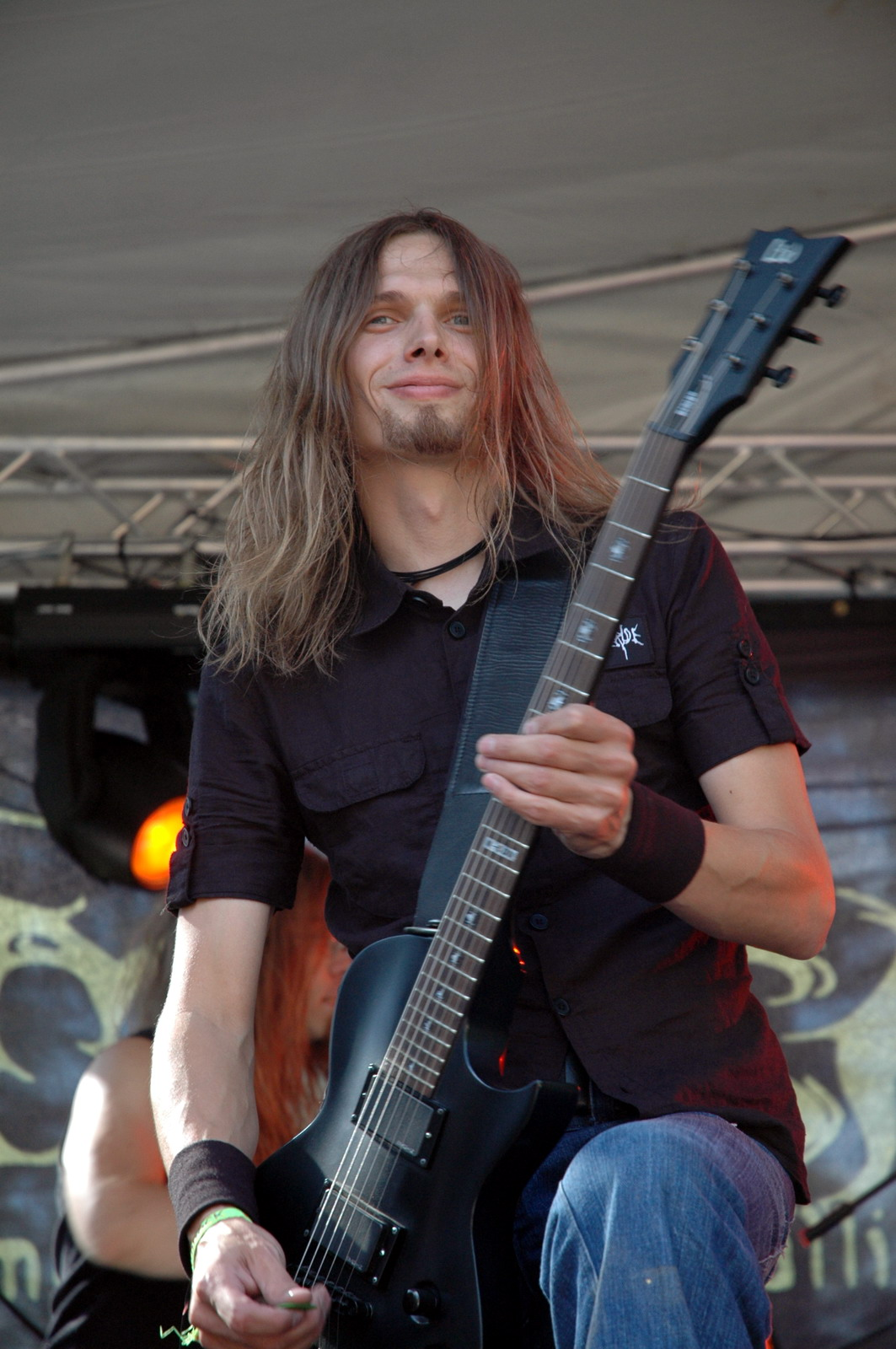
Gitarrist Juha Raivio

### Name
Der Name When a Shadow Is Forced into the Light stammt laut Raivio von Aleha Stanbridge selbst und hat für ihn eine tiefe Bedeutung.

“Every word and note I wrote, I wrote for Aleah, and about my own battle since she passed. The album title, ‘When a Shadow Is Forced into the Light’, comes from Aleah’s own words, ‘When a Shadow Is Forced into the Light.’ That was exactly what I needed to do. To push myself out from the shadows. I’ve been pretty much a hermit in the woods for two and a half years. Gathering my life to write this album. That’s also why the subject is very personal and therefore hard for me to talk about. I’d rather leave it all to the music and words on ‘When a Shadow Is Forced into the Light’ to tell the story. It’s all there.”

„Jedes Wort und jede Notiz, die ich schrieb, schrieb ich für Aleah. Und über meinen eigenen Kampf, seit sie gestorben ist. Der Titel des Albums, ‚When a Shadow Is Forced into the Light‘, stammt von Aleahs eigenen Worten: ‚Wenn ein Schatten ins Licht gezwungen wird.‘ Das war genau das, was ich tun musste. Mich selbst aus dem Schatten herausdrängen. Ich war für zweieinhalb Jahre ein ziemlicher Einsiedler. Ich habe meine Gedanken und Gefühle gesammelt, um dieses Album zu schreiben. Das ist auch der Grund, warum das Thema sehr persönlich ist und es mir deshalb schwer fällt, darüber zu sprechen. Ich überlasse es lieber der Musik und den Worten auf ‚When a Shadow Is Forced into the Light‘, die Geschichte zu erzählen.“

### Musik
Das Album wird dem Death Doom beziehungsweise dem Gothic Metal zugeordnet. Als weitere stilistische Einflüsse werden außerdem Shoegaze, Funeral Doom und Post-Metal, sowie Post-Rock genannt. Die größtenteils sehr langsamen, schleppenden Songs werden von meist überraschend auftretenden Black-Metal-Passagen unterbrochen, in denen neben dem Einsatz von Doublebass auch, die für den Black Metal typischen krächzend, kreischenden Screams, aber auch die eher im Death Metal benutzten Growls, verwendet werden. Des Weiteren setzten Swallow the Sun vermehrt Klargesang ein; bei Songs wie Never Left und The Crimson Crown wird sogar ganz auf gutturalen Gesang verzichtet.
Sowohl das Schlagzeug als auch die Rhythmus-Gitarre werden überwiegend schleppend und schwer gespielt, während die Lead-Gitarre und das Keyboard mit Tremolo-Picking, bzw. Streichern den Hintergrund füllen, sodass eine atmosphärisch, entspannende, aber dennoch schwermütige und verzweifelte Stimmung entsteht. Außerdem wird im Song Firelights ein elektrisches Drumset, ein sogenannter Drumcomputer eingesetzt.
Als vergleichbar werden Opeth und frühe Katatonia-Veröffentlichungen aufgeführt.

## Kritiken
| Professionelle Bewertungen | Professionelle Bewertungen |
| -------------------------- | -------------------------- |
| Kritiken                   |                            |
| Quelle                     | Bewertung                  |
| Allmusic                   | [ 28 ]                     |
| Laut.de                    | [ 25 ]                     |
| Metal Hammer               | [ 29 ]                     |
| Rock Hard                  | [ 30 ]                     |
| Metal.de                   | [ 31 ]                     |

When a Shadow Is Forced into the Light wurde von der Presse sehr gut aufgenommen. Es erhielt größtenteils gute bis sehr gute Kritiken. Jürgen S. des Webzines Time for Metal bezeichnete das Album als „Wahnsinnsalbum“ mit „komplexem Songwriting“ und „herausragender Gesangsarbeit“, welche von hohem und tiefen Klargesang bis zu grunzenden Growls und hohen Screams reicht.
Manuel Berger kritisierte für das Webzine Laut.de jedoch das Songwriting. Swallow the Sun „zeigen nicht all ihre kompositorischen Fähigkeiten“, wodurch die Songs „schwer greifbar“ werden:

„When A Shadow Is Forced Into The Light fühlt sich nicht wie ein vollends auf den Punkt gebrachtes, abgeschlossenes Gebilde an, sondern eher wie eine Collage verschiedener Ausdrücke.“

Ein weiterer Kritikpunkt ist, das sich Swallow the Sun immer weiter von ihrem Ursprung entfernen. Es finden sich, bis auf den Song Clouds on Your Side kaum noch Songs, die an das Frühwerk erinnern. Dadurch wirke es so als vergesse die Band den Hörer mitzunehmen:

“Sometimes, it sounds like the band is so caught in the mood, it forgets to take the listener along with them. And so, despite doing a good job, When A Shadow… fails to do it quite enough to make the album essential overall.”

„Manchmal klingt es so, als wäre die Band so sehr in ihrer Stimmung gefangen, dass sie vergisst, den Hörer mitzunehmen. Und so macht When A Shadow… zwar einen guten Job, aber nicht genug, um das Album insgesamt essentiell zu machen.“

Allmusic und Laut.de vergaben vier, der Metal Hammer sogar 4,5 von fünf Punkten. Gelobt wurde außerdem das Sounddesign in Songs wie Crimson Crown und der Einsatz von Keyboards.

## Titelliste
| Nr. | Titel                                  | Länge |
| --- | -------------------------------------- | ----- |
| 1.  | When a Shadow Is Forced into the Light | 07:56 |
| 2.  | The Crimson Crown                      | 05:40 |
| 3.  | Firelights                             | 05:40 |
| 4.  | Upon the Water                         | 06:15 |
| 5.  | Stone Wings                            | 06:54 |
| 6.  | Clouds on Your Side                    | 04:45 |
| 7.  | Here on the Black Earth                | 05:38 |
| 8.  | Never Left                             | 07:48 |

1. ↑  Anders als bei den anderen Stücken arbeitete bei diesem Song, statt ausschließlich Raivio, auch der Sänger Mikko Kotamäki mit. Außerdem besteht der Text aus Passagen des Tagebuchs von Aleah Stanbridge.

## Charterfolge
| ChartsChartplatzierungen | Höchstplatzierung | Wochen |
| ------------------------ | ----------------- | ------ |
| Deutschland (GfK)        | 33 (1 Wo.)        | 1      |
| Österreich (Ö3)          | 63 (1 Wo.)        | 1      |
| Finnland (IFPI)          | 1 (2 Wo.)         | 2      |
| Schweiz (IFPI)           | 38 (1 Wo.)        | 1      |

1. ↑   siehe auch Liste der Nummer-eins-Hits in Finnland (2019)